# Sam Graves
Sam Graves właściwe Samuel Bruce Graves Jr. (ur. 7 listopada 1963 w Tarkio) – amerykański polityk, członek Partii Republikańskiej.

## Działalność polityczna
Od 1992 do 1994 zasiadał w stanowej Izbie Reprezentantów, a następnie do 2000 w stanowym Senacie Missouri. Od 3 stycznia 2001 jest przedstawicielem 6. okręgu wyborczego w stanie Missouri w Izbie Reprezentantów Stanów Zjednoczonych.